# Tunnel van Lahage
De tunnel van Lahage is een spoortunnel in Lahage, een deelgemeente van Tintigny. De tunnel heeft een lengte van 172 meter. De dubbelsporige spoorlijn 165 gaat door deze tunnel.